# 九江府
九江府，明朝设置的府。

九江府在江西省的位置（1820年）

元朝，称之为江州路，属江西行省。龙凤七年（辛丑年，1361年），朱元璋命为九江府，下辖五个县：德化县、德安县、瑞昌县、湖口县、彭泽县，治所在德化县。
清朝时，九江府评价：冲繁难。下辖：德化县：冲繁疲难，倚郭。乾隆三十三年(1768)割湖北省蕲州小江口来属。德安县：冲繁。瑞昌县：简。湖口县：冲繁难。彭泽县：冲繁。

## 外部連結
[在维基数据编辑]
 《欽定古今圖書集成·方輿彙編·職方典·九江府部》，出自陈梦雷《古今圖書集成》